# 渕高町
渕高町（ふちだかちょう）は、愛知県愛西市の地名。16の字が設定されている。

## 地理
旧佐織町域北西部、愛西市の北東部、日光川の右岸に位置する。町のほぼ中央部を南北に名古屋鉄道尾西線が通過している。かつてはその線路を境として東側が集落、西側が田と分かれていたが、現在は西側にも住宅が混在しつつある。

### 字一覧
（五十音順・読みはgoo地図）
- 足立川（あだちがわ）
- 一ノ割（いちのわり）
- 落入（おちいり）
- 蔭島（かげしま）
- 上八反（かみはったん）
- 河原（かわら）
- 五ノ割（ごのわり）
- 権左（ごんざ）
- 三ノ割（さんのわり）
- 東西野（とうざいの）
- 二ノ割（にのわり）
- 平太（へいた）
- 南八畝割（みなみやせわり）
- 明六（めいろく）
- 八畝割（やせわり）
- 四ノ割（よんのわり）

### 河川
- 日光川

## 歴史
当地には東西野から弥生時代～古墳時代の遺物が、平太から奈良時代の寺院跡が出土しており、古くから人が住んでいたようである。集落は足立川（日光川）の自然堤防上に発達している。

### 由来
中世期に淵森（現在の丸渕・森下・渕高・森上一帯に比定）と称していた地域のうちから、享禄・天文年間に独立したものといわれている。

### 沿革
- 江戸時代 - 尾張国海東郡の尾張藩領の村の渕高新田村として成立[1]。津島五ケ所新田の1つで津島渕高新田とも称した[1]。
- 1884年（明治17年） - 西川端学校分校として渕高学校が設置される[1]。
- 1889年（明治22年） - 川淵村の大字渕高新田となる[2]。
- 1892年（明治25年） - 渕高学校が川淵尋常小学校に統合される[2]。
- 1900年（明治33年） - 尾西鉄道が開通し、渕高停留所が設置される[2]。
- 1906年（明治39年） - 佐織村の大字渕高新田となる[2]。
- 1939年（昭和14年） - 佐織町の大字渕高新田となる[2]。
- 2005年（平成17年）4月1日 - 愛西市成立に伴って、渕高町に改称。

## 世帯数と人口
2019年（令和元年）5月1日現在の世帯数と人口は以下の通りである。
| 町丁   | 世帯数  | 人口    |
| ------ | ------- | ------- |
| 渕高町 | 851世帯 | 2,313人 |

### 人口の変遷
国勢調査による人口の推移
| 1995年（平成7年）  | 1,761人 | [ WEB 6 ]  |  |
| 2000年（平成12年） | 1,983人 | [ WEB 7 ]  |  |
| 2005年（平成17年） | 2,205人 | [ WEB 8 ]  |  |
| 2010年（平成22年） | 2,265人 | [ WEB 9 ]  |  |
| 2015年（平成27年） | 2,178人 | [ WEB 10 ] |  |

## 小・中学校の学区
市立小・中学校に通う場合、学区は以下の通りとなる。
| 番・番地等 | 小学校               | 中学校               |
| ---------- | -------------------- | -------------------- |
| 全域       | 愛西市立西川端小学校 | 愛西市立佐織西中学校 |

## 交通

### 鉄道
- 名古屋鉄道尾西線 - 渕高駅[北緯35度12分49.8秒 東経136度43分38.5秒]

### バス
- 愛西市巡回バス（2024年3月1日現在）[3]

|     | 停留所名         | ルート       |
| --- | ---------------- | ------------ |
| 72  | 渕高駅           | 八開、佐織北 |
| 99  | 愛西工科高校北   | 佐織北       |
| 100 | セントレー佐織西 | 佐織北       |

## 施設
- 愛知県立愛西工科高等学校[北緯35度13分2.9秒 東経136度43分25.9秒]
- 神明社[北緯35度13分9秒 東経136度43分48.8秒]

祭神として天照大神を祀る。創始ははっきりしないが、新田開発に伴って祀られたものとみられている。
- 渕高霊園[北緯35度13分11.4秒 東経136度43分51.5秒]
- 真宗大谷派明円寺[北緯35度13分0.3秒 東経136度43分42.1秒]
- セントレー佐織[北緯35度13分6.1秒 東経136度43分41.6秒]

カネヨ毛織の工場跡地に1995年1月に建設されたマンション。地上14階建て。160戸。所在地は、愛知県愛西市渕高町一ノ割28番地1。町内には他に高層建築物が無いため、周囲から非常に目立つマンションとなっている。

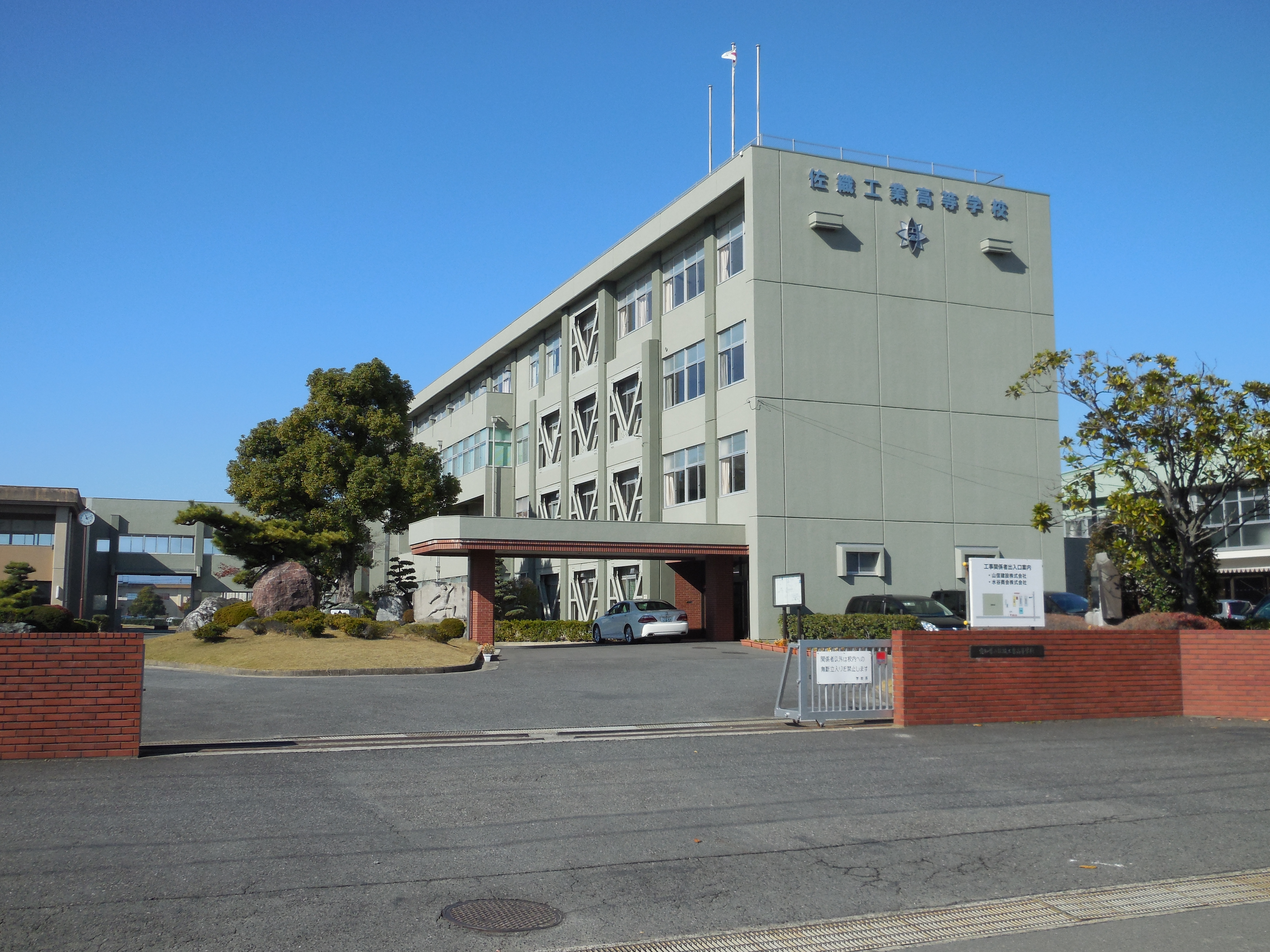
佐織工業高等学校（字蔭島）
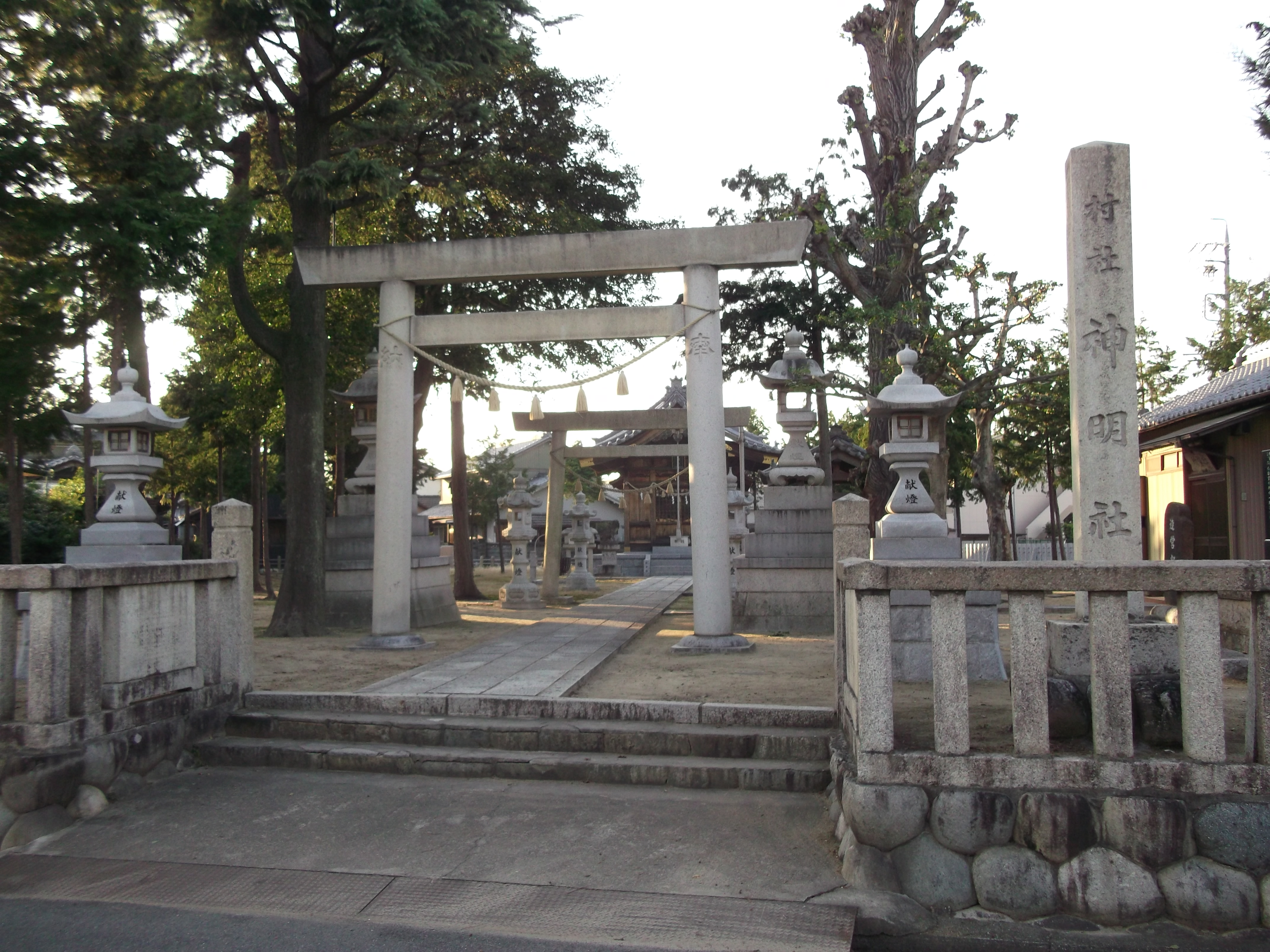
神明社（字一ノ割）
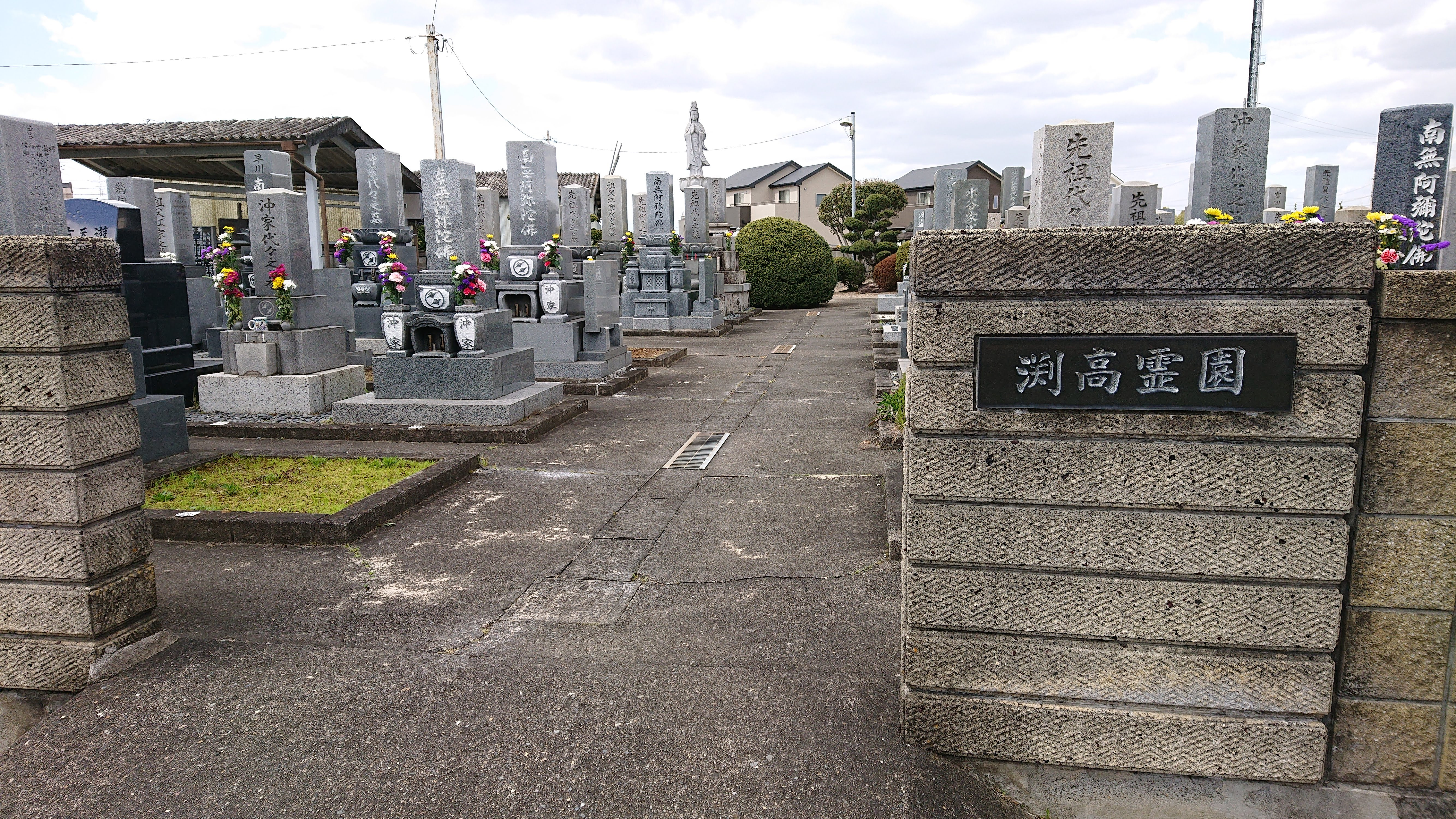
渕高霊園（字河原）
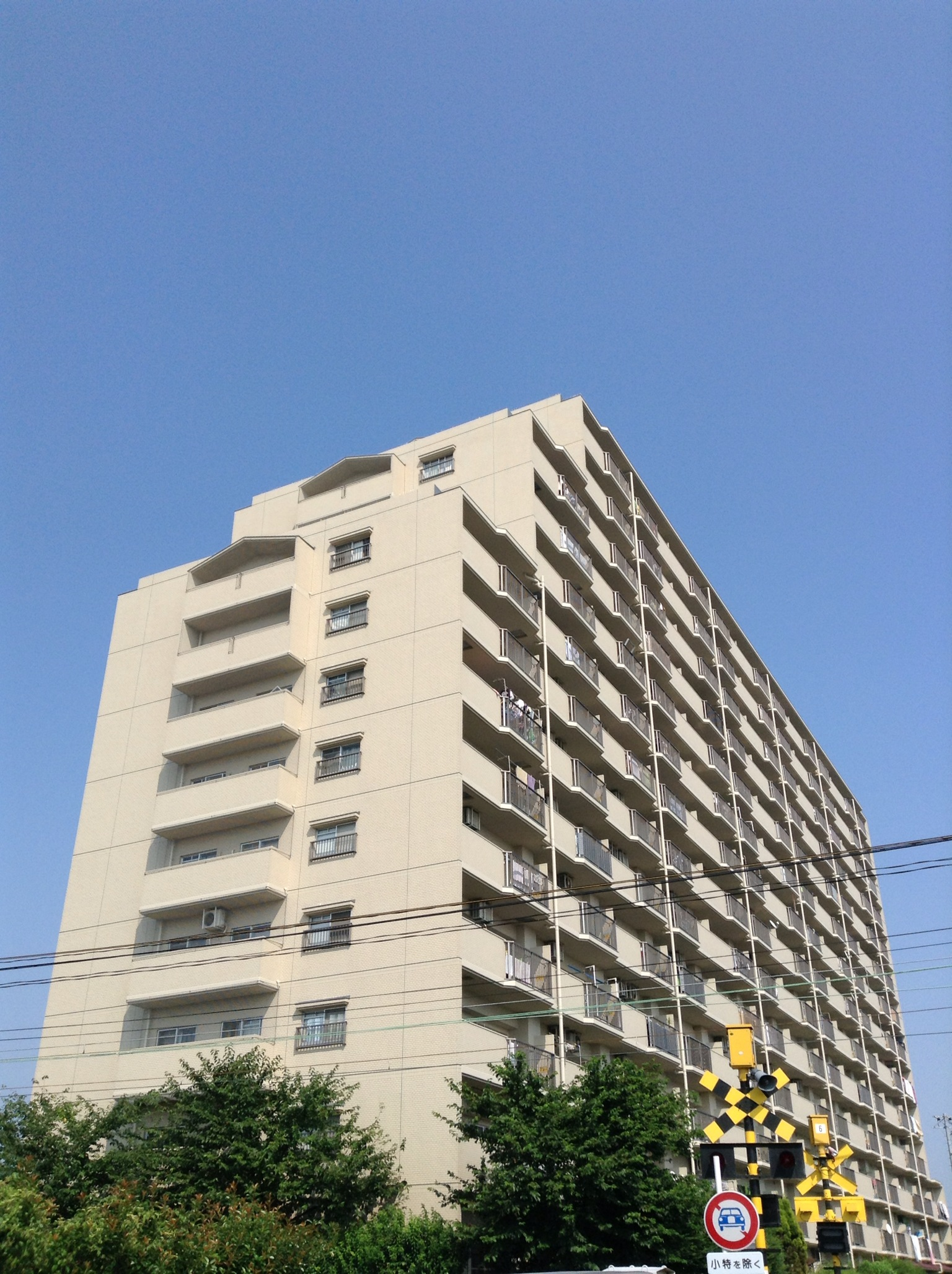
セントレー佐織（字一ノ割）

## 史跡
- 淵高廃寺（ふちだかはいじ）

1926年（大正15年）3月頃、大野山新田字元余代の高木春太郎が、渕高新田字平太11（当時、のちの土地改良により14-1・2となる）に所在した畑を土取りした際、畑面下約1メートルの深さから、鬼瓦2点・軒丸瓦1点・軒平瓦4点・平瓦などが出土したことから存在が分かった。1928年（昭和3年）、森徳一郎が『史蹟名勝天然紀念物』（3の8）において「尾張淵高廃寺」として紹介した。その記事では、鬼瓦が3点出土したことと軒平瓦が尾張国分寺出土品に類似していることを指摘している。さらに、1982年（昭和57年）1月17日、平太14-1の水田において耕作に支障をきたす古瓦が埋まっているとの連絡があったために、追加調査を行っている。遺構・伽藍配置などは不明であるが、奈良時代中頃の創建で、平安時代までには廃れたとみられている（『愛知県埋蔵文化財センター調査報告書 第103集 川田遺跡』2002年、88頁では8世紀としている。）。
- 東西野遺跡（とうざいのいせき）

1982年（昭和57年）6月、字東西野の水田が天地返し後に埋め立てられたが、その際現場に多量の遺物が散乱していたため採集を行った。遺物は弥生時代後期から古墳時代前期の土器（壺・鉢・高坏・器台・甕）が中心であった。

## その他

### 日本郵便
- 郵便番号 : 496-8018[WEB 3]（集配局：津島郵便局[WEB 15]）。

### WEB
1. ↑  “愛知県愛西市の町丁・字一覧”.   人口統計ラボ. 2019年5月14日閲覧。
2. 1 2  “人口・世帯数（佐織地区）” (PDF).   愛西市 (2019年5月1日). 2019年5月14日閲覧。
3. 1 2  “郵便番号”.  日本郵便. 2019年5月13日閲覧。
4. ↑  “市外局番の一覧”.   総務省. 2019年5月13日閲覧。
5. ↑  “goo地図 愛知県愛西市渕高町の住所一覧”. 2014年9月23日閲覧。
6. ↑  総務省統計局 (2014年3月28日). “平成7年国勢調査の調査結果(e-Stat) - 男女別人口及び世帯数 －町丁・字等” (CSV). 2019年4月27日閲覧。
7. ↑  総務省統計局 (2014年5月30日). “平成12年国勢調査の調査結果(e-Stat) - 男女別人口及び世帯数 －町丁・字等” (CSV). 2019年4月27日閲覧。
8. ↑  総務省統計局 (2014年6月27日). “平成17年国勢調査の調査結果(e-Stat) - 男女別人口及び世帯数 －町丁・字等”. 2019年3月23日閲覧。
9. ↑  総務省統計局 (2012年1月20日). “平成22年国勢調査の調査結果(e-Stat) - 男女別人口及び世帯数 －町丁・字等”. 2019年3月23日閲覧。
10. ↑  総務省統計局 (2017年1月27日). “平成27年国勢調査の調査結果(e-Stat) - 男女別人口及び世帯数 －町丁・字等”. 2019年3月23日閲覧。
11. ↑  “小・中学校”.   愛西市. 2019年5月14日閲覧。
12. 1 2  “セントレー佐織”.   オウチーノ. 2013年8月27日時点のオリジナルよりアーカイブ。2013年8月27日閲覧。
13. ↑  “セントレー佐織”.   スーモ. 2013年8月27日時点のオリジナルよりアーカイブ。2013年8月27日閲覧。
14. ↑  “愛知県埋蔵文化財センター調査報告書 第103集 川田遺跡” (pdf) (2002年). 2013年10月14日閲覧。
15. ↑  “郵便番号簿 2018年度版” (PDF).   日本郵便. 2019年5月8日閲覧。